# قبيلة الهيمبا
شعب أو قبيلة الهيمبا هو واحد من الشعوب الرعوية الرحل، وهم مجموعة عرقية تنحدر من شعب الهيريرو الذي هاجر منذ مئات السنين من مناطق شرق إفريقيا، وبالتحديد إلى ناميبيا،
تواجد القبيلة في الوقت الحالي في شمال ناميبيا، وبالتحديد في منطقة كينيني الواقعة في صحراء أوكالند، وتتحدث أوجتي هيمبا وهي إحدى لهجات الهريرو، وطبقا لأخر الإحصاءات فإن تعداد قبيلة
الهيمبا يتراوح ما بني 40 إلى 50 ألف متناثرين كالبدو، حيث ينتقلون من مكان إلى آخر.
آخر بحثا عنها فالكل في مظاهر حياة بدائية. وبسبب الطبيعة الصحراوية القاسية وانعزالهم شبه التام لفترات طويلة عن العالم فقد
حافظ أفراد القبيلة على طريقة حياتهم التقليدية القدمية، حيث لم ينفتحوا في السابق على الغرباء إلى أنهم تحولوا في السنوات الأخيرة مقصداً للسياح الوافدين من أنحاء العالم المختلفة.

## الثقافة

### اقتصاد الكفاف
في الغالب، أفراد قبيلة الهيمبا هم مزارعون ومربيو ماشية من الأغنام والماعز، يحصون ثرواتهم تبعًا لعدد الأبقار التي يملكها كل فرد. يزرعون أيضًا محاصيل تغذيها الأمطار مثل الذرة والدُّخن. تُعتبر الماشية المصدر الرئيسي للحليب واللحوم بالنسبة لأفراد الهيمبا. تعتمد حميتهم الرئيسية على الحليب الرائب وحساء الذرة وفي بعض الأحيان أي نوع آخر من الحساء، بسبب ندرة الحليب واللحوم. كما أن النظام الغذائي الخاص بهم يعتمد أيضًا على وجبات الذرة والبيض والأعشاب البرية والعسل. في بعض الأحيان، وبشكل انتهازي، يقومون ببيع الماشية من أجل الحصول على بعض المال. تشكل الأعمال غير الزراعية والأجور والرواتب والمعاشات التقاعدية والتحويلات النقدية الأخرى جزءًا صغيرًا للغاية من حياة أفراد قبيلة الهيمبا، والتي يُحصل عليها أساسًا من عملهم في المناطق المحمية ومعاشات التقاعد ومعونات الإغاثة من الجفاف التي تقدمها حكومة ناميبيا.

### الحياة اليومية
تميل النساء والفتيات من الهيمبا إلى القيام بأعمال تتطلب جهدًا مكثفًا أكثر مما يقوم به الرجال والفتيان، مثل نقل المياه إلى القرية وطلاء جدران البيوت الخشبية المصنوعة من شجرة البلسم بمزيج تقليدي من مادة الشيد التي تُمزج فيها التربة الطينية الحمراء وزبل الأبقار، إلى جانب جمع الحطب والاعتناء بكروم الكالاباش الخياري المستخدمة في إنتاج وضمان إمدادات آمنة من الحليب الرائب والطهي وتقديم الوجبات، فضلًا عن أعمال حرفية مثل صنع المشغولات اليدوية والملابس والمجوهرات. تقع مسؤولية حَلْب الأبقار والماعز على النساء والفتيات. تعتني النساء والفتيات أيضًا بالأطفال، ويمكن أن تتولى امرأة أو فتاة ما رعاية أطفال امرأة أخرى. تعتمد المهام الرئيسية للرجال على تربية الماشية، إذ غالبًا ما يكون الرجال غائبين عن منزل الأسرة لفترات طويلة، بالإضافة إلى ذبح الحيوانات والبناء وعقد المجلس مع رؤساء القبائل في القرى.
يسكن أفراد الأسرة الواحدة في منزل الأبوين (أونغاندا)، وهو عبارة عن قرية صغيرة تابعة للأسرة، تتألف من دائرة من الأكواخ وملاجئ للعمال محاطة بنيران مقدسة وزريبة للماشية المقدسة. ترتبط النار والماشية ارتباطًا وثيقًا بتبجيلهما للموت، إذ تُمثل النيران المقدسة حماية الأجداد لهم، وتمثل الماشية المقدسة فكرة «العلاقات الملائمة بين الفرد وأسلافه».
يستخدم أفراد الهيمبا نظام مراعٍ متغاير الخواص يتضمن العمل في موسم الأمطار وأيضًا في موسم الجفاف. في موسم الجفاف، يتوقف العمل في المراعي الخاصة بموسم الأمطار، ما يؤدي إلى زيادة إنتاج الكتلة الحيوية في التربة بالمقارنة مع الرعي المستمر.

### المشاركة المجتمعية
على الرغم من أن أغلبية أفراد قبيلة الهيمبا يعيشون نمط حياة ثقافي متميزًا في بيئتهم الريفية النائية، إلا أنهم ديناميكيون اجتماعيًا، ولا يميلون إلى العزلة عن اتجاهات الثقافات الحضرية المحلية. يتفاعل أفراد الهيمبا مع أفراد المجموعات العرقية الأخرى في بلدهم ومع الاتجاهات الاجتماعية لسكان المدن الحضرية. ينطبق هذا على وجه الخصوص على أولئك الذين يسكنون بالقرب من عاصمة منطقة كونين في أوبوو، والذين يسافرون بكثرة للتسوق في المتاجر المحلية في المدينة من أجل شراء المنتجات الاستهلاكية التجارية ومنتجات الأغذية السوقية والحصول على الرعاية الصحية.

### روابط مع الثقافة الغربية
يلتحق بعض أطفال قبيلة الهيمبا بالمدارس الغربية وقد يغادر بعض الشباب بلدهم للعيش في المدن الكبرى.

## التحقيقات الأنثروبولوجية
درس العديد من الباحثين مفهوم الألوان الخاص بأفراد الهيمبا. فلديهم أربعة أسماء: زوزو للألوان الداكنة من الأزرق والأحمر والأخضر والأرجواني، وفابا هو اللون الأبيض وبعض تدرجات الأصفر، وبورو هو بعض تدرجات الأخضر والأزرق؛ والدمبو هو بعض التدرجات الأخرى من الأخضر والأحمر والبني.